# حاجي الوان
حاجي الوان هي قرية في مقاطعة لنجان، إيران. يقدر عدد سكانها بـ 169 نسمة بحسب إحصاء 2016.